# Gail Prescod
Gail Prescod (sinh ngày 12 tháng 8 năm 1971) là một vận động viên chạy nước rút người Vincent, từng thi đấu tại Thế vận hội Mùa hè 1992 ở Barcelona, Tây Ban Nha.
Prescod đã thi đấu ở cự ly 100 mét tại Thế vận hội Mùa hè 1992, cô chạy quãng đường trong 12,41 giây và cuối cùng trong sức nóng của mình nhưng đã hoàn thành 48 trong số 54 người bắt đầu.